# Моше де Леон
Моше де Леон (Moses de León), Моше бен Шем Тов де Леон (משה בן שם-טוב די-ליאון), Моисей Леонский (1250—1305) — сефардский раввин, каббалист, автор или переписчик книги Зоар.

## Биография
Родился в испанском Леоне. Жил 30 лет в Гвадалахаре и Вальядолиде, потом переехал в Авилу.
В 1305 г. посетил Вальядолид, где встретил молодого каббалиста Ицхака бен Шмуэля из Акко и пригласил его к себе в Авилу. Возвращаясь домой, Моше де Леон в пути заболел и умер в Аревало в 1305 г.

## Сочинения
Сведений о его учителях и ранних сочинениях не сохранилось. Наряду с проблемами религии, интересовался философией; одна из копий «Наставника колеблющихся» Маймонида была выполнена по его заказу в 1264 г. Увлекшись каббалой, подружился с каббалистами Кастилии, особенно в 1270—1280-х гг. — с Иосефом Гикатиллой из Жироны. К концу 1270-х гг. написал несколько каббалистических сочинений в псевдоэпиграфической форме. В окончательном виде, законченом до 1286 г. эти сочинения образуют «Мидраш ха-не’элам» («Мистический мидраш»), являющийся ядром книги Зоар, к которому позднейшими каббалистами были сделаны дополнения.
Моше де Леон рассказывал, что оригинал книги Зоар, авторство которой он приписывал Шимону Бар Йохаи, был найден неким арабом в пещере около горы Мерон в Галилее. Затем её приобрел Моше бен Нахман и переправил в Кастилию. Однако скептики полагают, что книга была написана самим Моше в 1280 г.. Работая над книгой Зоар, Моше де Леон несколько лет (по меньшей мере до 1291 г.) жил в Гвадалахаре, где обнародовал первые её части.
Среди сочинений Моше де Леона (которых, по-видимому, 24):
- «Шушан-'эдут» («Лилия свидетельства», 1286) и «Сефер ха-риммон» («Книга граната», 1287), содержащие каббалистическую интерпретацию смысла мицвот и основанные на гомилетике книги Зоар;
- «Ор заруа» («Рассеянный свет», 1288-89) об акте сотворения мира;
- «Ха-нефеш ха-хахама» («Мудрая душа», 1290);
- «Сод эсер сфирот блима» («Тайна десяти сфирот, покоящихся ни на чем»), комментарий к учению о десяти сфирот и ещё один комментарий без заглавия;
- «Шекель ха-кодеш» («Священный сикль», 1292, издана в 1911), каббалистический трактат;
- «Мишкан ха-'эдут» («Скиния откровения»), трактующий посмертную судьбу души;

«Маскийот кесеф» («Серебряные украшения», после 1293 г.), комментарий к молитвам и другие.